# Close to Home : Juste Cause
Pour les articles homonymes, voir Juste cause et Close to Home.
Close to Home : Juste Cause (Close to Home) est une série télévisée américaine en 44 épisodes de 42 minutes, créée par Jim Leonard et diffusée entre le 4 octobre 2005 et le 11 mai 2007 sur le réseau CBS et en simultané sur le réseau CTV au Canada.
En France, la série est diffusée depuis le 6 septembre 2006 sur TF1 et rediffusé à partir du 9 mars 2014 sur Série Club ; au Québec à partir du 12 janvier 2007 à Séries+, et en Belgique sur RTL-TVI.

## Synopsis

### Première saison
Dans le pilote, Annabelle revient travailler après un congé maternité de 12 semaines, et elle constate qu'elle a un nouveau chef, Maureen Scofield (Kimberly Elise), qui a été promue à sa place. Les deux femmes ne tarderont pas à devenir des amies intimes. Maureen est une femme dévouée corps et âme à son métier qui vit souvent sa vie par procuration à travers celle d'Annabelle. Son supérieur hiérarchique est le Procureur Steve Sharpe (John Carroll Lynch). Annabelle gagne la première affaire dont elle s'occupe dès son retour de congés : un mari est accusé de meurtre et condamné à 25 ans de prison.

### Deuxième saison
Annabelle reprend le travail 4 mois après le décès de son mari, tué par un conducteur ivre dans le dernier épisode de la première saison. Le deuil, l'acceptation de la mort de ce dernier, sa rage, son désespoir et son appréhension à retrouver une vie normale se mêlent à la culpabilité et à l'angoisse, thèmes récurrents de cette saison.
Annabelle et Maureen vont faire face à un nouveau boss, le Chef Procureur Adjoint James Conlon (David James Elliott), qui vient juste d'arriver de New York, et dont les méthodes apparaissent aux deux jeunes femmes comme étant rigoureuses et fermes, parfois amorales.
Vers la fin de la saison, Conlon enquête sur un inspecteur de police soupçonné de corruption et de meurtre qui entraînera de nombreuses procédures. La série se termine avec l'exécution de Maureen.

## Distribution

### Acteurs principaux
- Jennifer Finnigan (VF : Dorothée Pousséo) : Annabelle Chase (Annabeth en VO)
- Kimberly Elise (VF : Laurence Dourlens) : Maureen Scofield
- John Carroll Lynch (VF : Bruno Magne) : Steve Sharpe (saison 1)
- Christian Kane (VF : Xavier Fagnon) : Jack Chase (saison 1)
- David James Elliott (VF : Guy Chapellier) : James Conlon (saison 2)
- Jon Seda (VF : Damien Ferrette) : Ray Blackwell (saison 2)
- Cress Williams (VF : Frantz Confiac) : Ed Williams (saison 2)

### Acteurs récurrents et invités
- Bruce Davison : Doug Hellman (13 épisodes)
- Traber Burns : Judge Dauer (9 épisodes)
- Carlos Lacámara (en) (VF : Roland Timsit) : Dr Schmidt (7 épisodes)
- James McMann (VF : Jean-François Aupied) : Detective (7 épisodes)
- Sumalee Montano : C.S.I. Melinda Mallari (6 épisodes)
- Evan Arnold (en) (VF : Eric Legrand) : Public Defender Jeffrey Ambor (6 épisodes)
- Christina Chang : Becky Brokaw (5 épisodes)
- Troy Evans : Detective Mike Pitts (4 épisodes)
- Conor Dubin (VF : Xavier Béja) : Danny Robel (saison 1, 11 épisodes)
- Barry Shabaka Henley : détective Drummer (saison 1, 9 épisodes)
- Erich Anderson (en) (VF : Bernard Bollet) : détective George Branch (saison 1, 5 épisodes)
- Thomas Kopache (en) : Judge Salter (saison 1, 4 épisodes)
- Thom Gossom Jr. (en) : Judge Hanophy (saison 1, 4 épisodes)
- Rob Adams (en) : Dr Charles Branson (saison 1, 4 épisodes)
- Tom Wright (en) : Judge Jenkins (saison 2, 6 épisodes)
- Nick Toren : Randall Cutler (saison 2, 6 épisodes)
- Freda Foh Shen (en) : Dr Perrin (saison 2, 5 épisodes)
- Sharon Johnston (VF : Maïté Monceau) : Judge Graves (saison 2, 5 épisodes)
- Patricia Belcher : Juge Riker (saison 1, épisodes 3 et 7)
- Eric Stoltz : Det. Chris Veeder (saison 2, épisodes 20 à 22)
- Kristin Bauer : Shannon Cooke (saison 1, épisode 3)

 Source et légende : version française (VF) sur RS Doublage

## Épisodes

### Première saison (2005-2006)
1. Il n'y a pas de fumée sans feu (Pilot)
2. Obsessions (Miranda)
3. Maisons closes (Suburban Prostitution)
4. La Main de Dieu (Divine Directions)
5. Une famille en enfer (Romeo and Juliet Murders)
6. Un enfant dans la tourmente (Parents on Trial)
7. Le Collectionneur (Double Life Wife)
8. Sous la menace (Under Threat)
9. État second (Meth Murders)
10. Mauvais perdant (Baseball Murder)
11. Le Bon Docteur (The Good Doctor)
12. Aveuglés par la haine (Privilege)
13. Un coupable tout désigné (The Rapist Next Door)
14. Aveux immédiats (Dead or Alive)
15. Il suffisait d'un doute (Reasonable Doubts)
16. Cavale (Escape)
17. Rêve américain (Land of Opportunity)
18. Le monde est petit (Still a Small Town)
19. Mon adorable fiancé (Sex, Toys and Videotape)
20. Un élève trop doué (The Shot)
21. Dans la cour des grands (David and Goliath)
22. Anges ou Démons (Hot Grrrl)

### Deuxième saison (2006-2007)
Le 15 mai 2006, la série est renouvelée pour une deuxième saison, diffusée à partir du 22 septembre 2006.
1. Méthodes musclées (Community)
2. Une famille déchirée (House Divided)
3. Belles au bois dormant (Truly, Madly, Deeply)
4. Le Professeur (Deacon)
5. Business familial (Legacy)
6. La Loi du sport (Homecoming)
7. Amour ou Amitié (Silent Auction)
8. Arnaques en série (There's Something About Martha)
9. Tir groupé (Shoot to Kill)
10. En désespoir de cause (A Father's Story)
11. Une vie de mensonges (Prodigal Son)
12. Conduites dangereuses (Road Rage)
13. Non admise (Getting In)
14. Les Démons du jeu (Hoosier Hold 'Em)
15. Désir d'enfant (Barren)
16. L'Envers du décor (Internet Bride)
17. Responsable ou pas ? (Protégé)
18. 9e étape (Making Amends)
19. Instinct maternel (Maternal Instinct)
20. Boire la coupe (Drink the Cup)
21. Le Coup de grâce (Fall from Grace)
22. Juste Cause… (Eminent Domain)

## Commentaires
Le 15 mai 2007, CBS annule la série après seulement deux saisons.